# Funa spectrum
Funa spectrum é uma espécie de gastrópode do gênero Funa, pertencente a família Pseudomelatomidae.